# Валід Муалем
Валід аль-Муалем (араб. وليد المعلم, 13 січня 1941, Дамаск — 16 листопада 2020) — сирійський дипломат, міністр закордонних справ Сирії (2006—2020), також очолював міністерство у справах експатріантів.

## Біографія

### Кар'єра
Наближений до Абдуль Халіма Хаддама, який був близьким прихильником колишнього президента Сирії Хафеза аль-Асада, віце-прем'єром Сирії в 1984—2005 роках, а до того обіймав посаду міністра закордонних справ.
З 1964 року аль-Муалем працював у міністерстві закордонних справ Сирії, служив у сирійських дипломатичних місіях у Танзанії, Аравії, Іспанії та Великій Британії. У 1975—1980 роках обіймав посаду посла Сирії в Румунії. У 1980—1984 роках — голова департаменту автентичності і переказів МЗС Сирії. У 1990—1999 роках — посол в США. На початку 2000 року призначений помічником міністра закордонних справ, у 2005 році — заступником міністра. Неодноразово відвідував Бейрут. У 1991—1999 роках брав участь у сирійсько-ізраїльських мирних переговорах.
Є автором книг з історії Сирії.